# Station Świeradów Nadleśnictwo
Station Świeradów Nadleśnictwo was een spoorwegstation in de Poolse plaats Świeradów-Zdrój in het zuidoostelijke deel van de gemeente Świeradów-Zdrój, ten oosten van de provinciale weg nr. 358, ongeveer 3,5 km van de straat Zdrojowa. Administratief bevond het zich in de provincie Dolnośląskie, in de provincie Lubań.
Het station bevond zich op een hoogte van 520 meter boven zeeniveau.